# Копосов I
Копосов I — шаровое скопление низкой светимости в гало Млечного Пути в созвездии Дева. Было обнаружено вместе с шаровым скоплением Копосов II Сергеем Копосовым и соавторами в 2007 году. Копосов I и Копосов II были описаны их первооткрывателями как «шаровые скопления низкой светимости, вращающеся вокруг Млечного Пути», вместе с AM 4, Паломаром 1 и Уайтингом 1.